# The Peepshows
The Peepshows var ett svenskt punkrockband, bildat i Örebro 1996. Bandet släppte fem album och flera singlar åren 1997–2003, bland annat på svenska skivbolaget Burning Heart Records. Bandet existerade fram till 2009, då det lades på is efter att bandets trummis Johan Sandström omkom i en olyckshändelse. 2011 återförenades bandet för några spelningar.

## Biografi
The Peepshows bildades i Örebro 1996. Året efter utgavs bandets debutalster 7"-singeln Longstocking Babe på skivbolaget Speed Demon 1000. Debuten följdes av ytterligare singelsläpp, 1998 års Puffball vs. The Peepshows (splitsingel med Puffball) och The Peepshows/Rock-n-Roll Terrorists (splitsingel med Rock-n-Roll Terrorists). 1999 utgavs EP-skivan Right About Now samt singeln Go to Hell/Thy Will.
Debutalbumet Mondo Deluxe utkom 2000 på Burning Heart Records. Samma år släpptes EP-skivan Meet the Peepshows och singeln Genius. Året efter, 2001, släppte bandet två album: Today We Kill... Tomorrow We Die och Surrender to the Peepshows. Singeln Surrender My Love släpptes också innan året var slut.
Efter ett par års frånvaro av skivsläpp utkom bandet med två skivor 2003: Refuge for Degenerates och Peepshows. Den sistnämnda släpptes på vinyl av det tyska skivbolaget Stereodrive! Records. Bandet kom efter detta att bli alltmer inaktivt, även om det formellt existerade. 2009 omkom trummisen Johan Sandström i en olyckshändelse, varpå bandet lades på is.
2011 återförenades bandet för några spelningar. Den första spelningen skedde på festivalen Metallsvenskan. Den avlidne trummisen Sandström hade då ersatts av Andreas von Sydow.

## Medlemmar
Senaste medlemmar
- Magnus Hägerås – gitarr
- Lurgo Fransson (även kallad Lurgo Peepshow) – basgitarr
- Andreas von Sydow – trummor
- Henrik Wind – piano, sång
- Andreas Oswald Wolfbrandt – sång, gitarr

Tidigare medlemmar
- Johan Sandström – trummor

## Diskografi
Studioalbum
- 2000 – Mondo Deluxe (CD/LP, Burning Heart Records/Spooch Pooch)
- 2001 – Today We Kill... Tomorrow We Die (CD/LP, Burning Heart Records/Epitaph Records)
- 2001 – Surrender to the Peepshows (CD, Twenty Stone Blatt/Burning Heart Records)
- 2003 – Refuge for Degenerates (CD/LP, Burning Heart Records)

EP
- 1999 – Right About Now (10" vinyl, Safety Pin Records)
- 2000 – Meet the Peepshows (7" vinyl, Glazed Records)
- 2003 – The Peepshows (12" vinyl, Stereodrive! Records)

Singlar
- 1997 – "Longstocking Babe" (7" maxi-singel, Speed Demon 1000)
- 1998 – "Puffball vs. The Peepshows" (Speed Demon 1000, delad 7" maxi-singel med Puffball)
- 1998 – "The Peepshows / Rock-n-Roll Terrorists" (Frank Records, delad 7" maxi-singel med Rock-n-Roll Terrorists)
- 1999 – "Go to Hell" / "Thy Will" (7" vinyl, 007 Records)
- 2000 – "Genius" / "Forgotten Boy" (7" vinyl, Bad Afro Records)
- 2001 – "Surrender My Love" (7" maxi-singel, Stereodrive! Records)
- 2012 – "10 Dogs" / "Show Me That I'm Blinded" (7" vinyl, Ghost Highway Recordings)